# Ilija (Bykov)
Ilija (světským jménem: Nikolaj Petrovič Bykov; * 3. dubna 1954, Černorečje) je ruský duchovní Ruské pravoslavné církve, biskup balachninský a vikář nižněnovgorodské eparchie.

## Život
Narodil se 3. dubna 1954 ve vesnici Černorečje Kujbyševské oblasti.
Roku 1971 dokončil střední školu č. 143 v Kujbyševu. Od července 1971 do června 1972 pracoval ve 4. státním ložiskovém závodě v Kujbyševu.
V letech 1972–1976 studoval na Kazaňském vyšším tankovém učilišti.
Od září 1976 do října 1977 sloužil jako velitel čety v běloruském městě Barysaŭ a poté do března 1979 ve městě Polock.
Od dubna 1979 do března 1980 pracoval ve strojní výrobě v Polocku.
Od května 1980 působil jako psalomščik chrámu Pokrova přesvaté Bohorodice v Ivanavu.
Oženil se. Dne 20. července 1980 byl metropolita minský a slucký Filaret (Vachromejev) rukopoložil na diákona a pokračoval ve službě v chrámu Pokrova přesvaté Bohorodice.
Dne 12. října 1980 byl metropolitou Filaretem rukopoložen na jereje a ustanoven představeným chrámů svatého Antonína v Kosavě.
V srpnu 1982 byl přijat do kléru gorkovské eparchie a jmenován duchovním chrámu Proměnění Páně v Gorkovu. V srpnu 1990 se stal představeným tohoto chrámu.
Roku 1991 dokončil studium na Moskevském duchovním semináři a roku 1996 na Moskevské duchovní akademii.
Od srpna 1991 do května 2005 byl sekretářem nižněnovgorodské eparchiální správy.
V červnu 2005 byl jmenován představeným chrámu Životodárné Trojice ve Vysokovu, chrámu Vladimirské ikony Matky Boží v Kstovu a blagočinným Kstovského okruhu. Ovdověl.
Dne 26. července 2010 jej Svatý synod zvolil biskupem jakutským a lenským. Dne 29. července byl metropolitou saranským a mordovským Varsonofijem (Sudakovem) postřižen na monacha se jménem Ilija na počest svatého proroka Elijáše. Následující den byl povýšen na archimandritu.
Dne 31. července 2010 byl oficiálně jmenován biskupem a 1. srpna proběhla v Divejevském monastýru jeho biskupská chirotonie. Světiteli byli patriarcha moskevský Kirill, metropolita saranský a mordovský Varsonofij (Sudakov), metropolita mesogaiaský a lavreotikijský Nikolaos (Chatzinikolaou) (Řecká pravoslavná církev), metropolita orenburský a buzulukský Valentin (Miščuk), metropolita čeboksarský a čuvašský Varnava (Kedrov), arcibiskup nižněnovgorodský a arzamaský Georgij (Danilov), arcibiskup kazaňský a tatarstánský Anastasij (Metkin), arcibiskup ufský a stěrlitamakský Nikon (Vasjukov), arcibiskup joškar-olinský a marijský Ioann (Timofejev), biskup penzenský a kuzněcký Veniamin (Zaryckyj), biskup saratovský a volský Longin (Korčagin) a biskup solněčnogorský Sergij (Čašin).
Dne 30. května 2011 byl ustanoven biskupem ruzajevským a vikářem saranské eparchie.
Dne 25. prosince 2013 se stal biskupem balachninským a vikářem nižněnovgorodské eparchie.